# Leroliça (Ort)
Leroliça (Lerolisa, Lerolissa, Lerolica) ist eine osttimoresische Siedlung im Suco Acumau (Verwaltungsamt Remexio, Gemeinde Aileu).

## Geographie und Einrichtungen
Das Dorf Leroliça liegt im Nordwesten der Aldeia Leroliça, auf einer Meereshöhe von 1017 m, wo die Straße aus Remexio im Osten auf die Überlandstraße trifft, die die Landeshauptstadt Dili mit der Gemeindehauptstadt Aileu verbindet. Der nächste Nachbarort an der Überlandstraße im Norden ist Lebuhua (Sucos Becora, Verwaltungsamt Cristo Rei, Gemeinde Dili), im Süden Talabela (Suco Aissirimou, Verwaltungsamt Aileu, Gemeinde Aileu). Zwei kleine Straßen führen nach Norden in die Aldeia Fatumanaro und in den Süden nach Ulaen (Suco Fahisoi, Verwaltungsamt Remexio). Im Osten des Dorfes ist eines der Quellgebiete des Quiks, der allerdings nur in der Regenzeit Wasser führt.
In Leroliça gibt es eine Grundschule.